# پین‌آپ

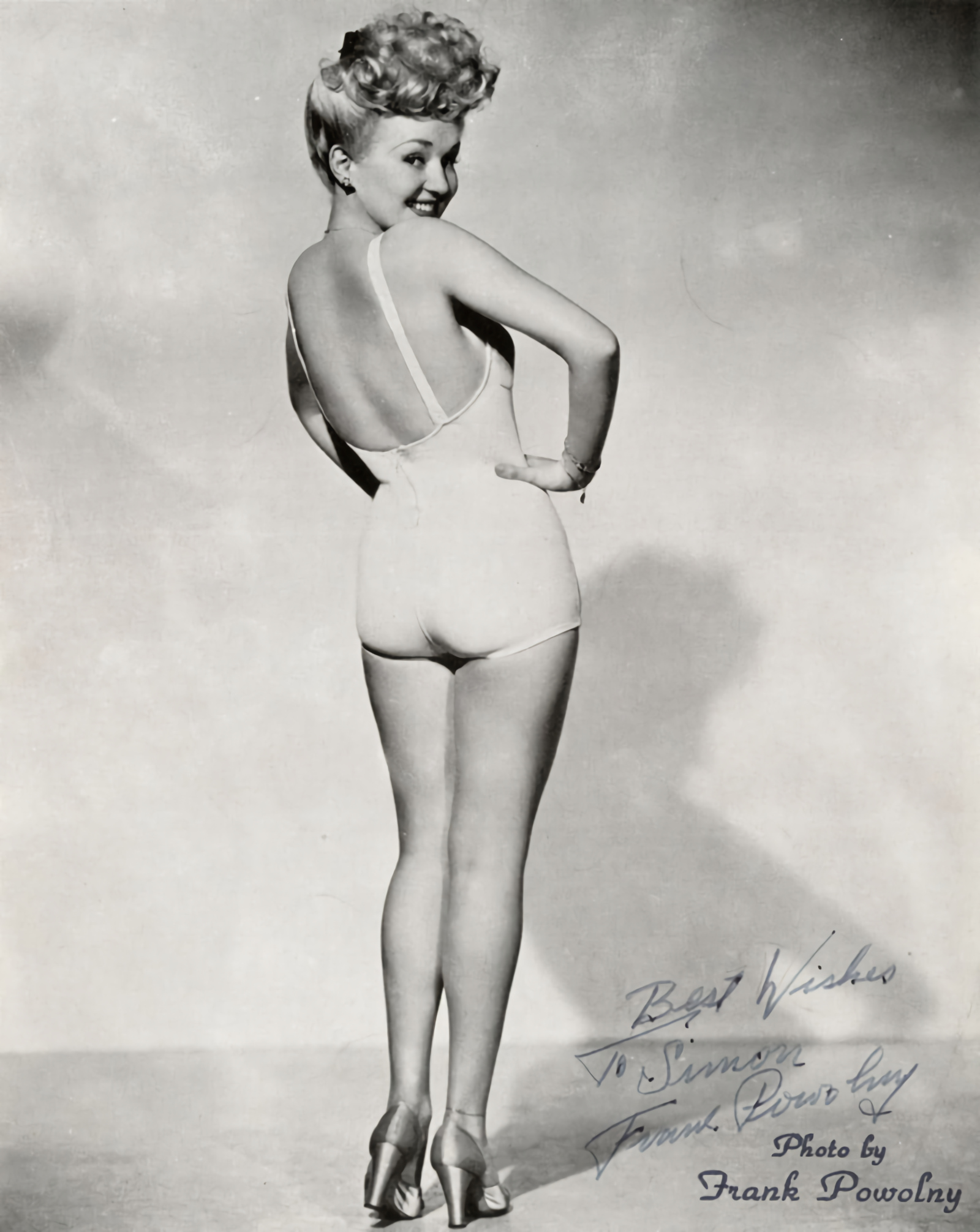
عکس مشهور پین‌آپ بتی گریبل از سال ۱۹۴۳

ترم‌های مدل پین‌آپ (به انگلیسی: pin-up model) دختر پین‌آپ و پین‌آپ مرد مدلی را توصیف می‌کنند که تصویر مشهور او پوستری بر دیوار شده‌است. کلمه پین‌آپ از دو واژهٔ پین به معنی پونز و نصب‌کننده‌ای بر دیوار و آپ به معنی بالا، بر دیوار و پوستر شده، ایجاد شده‌است. از ترکیب این دو واژه مفهوم هنری عامه پسند و همه گیر و همچنین هنری تصویری - دیواری بر می‌آید. در فرهنگ عامه و بیشتر میان جوانان چسباندن تصویر شخصی مشهور با توجه به سلیقهٔ افراد بر دیوار شخصی اتاق خواب یا کمدها وجود دارد و این تصاویر از هنر پیشگان مشهور یا دختران زیبای دوران، خوانندگان و… است که جذابیتی برای پوستر شدن دارند.

## دختر پوستری
دختر پین‌آپ یا دختر پوستری کسی است که چهره‌ای زیبا یا جذابیتی خاص دارد که صورتی منتخب برای پوستری دیواری می‌شود. گاه اندام زیبا و جذابیت و گاه شهرت دختر او را به دختری برای پوسترهای دیواری تبدیل می‌کند. دختر پوستری (پین‌آپ گرل) دختری است که در آغاز در سال ۱۹۴۴ لباس‌های آماده برای عرضه به بازار را بر تن کرده برای تصاویر تبلیغی به کار گرفته می‌شد. این دختران از میان هنر پیشگان، مدل‌های لباس و دختران زیبا و جذاب انتخاب می‌شدند و همین ارتباطی تنگاتنگ میان تبلیغات و این دختران ایجاد می‌کرد. دورهٔ پین‌آپ به تصویرسازی و نقاشی‌هایی بازمی‌گردد که از عکس‌هایی از دختران زیبا نیز گرفته شده‌است.
اولین تصویرسازی در انگلستان در سال ۱۹۴۱ پیدا شده‌است که به سال ۱۸۹۰ بازمی‌گردد. تصاویر پین‌آپ‌ها در برش‌های روزنامه‌هایی که تصاویر زنان زیبا را دارند، مجلات، کارت پوستال‌ها و لیتوگراف‌ها یافت می‌شد. گاه تصاویر پین‌آپ بر روی تقویم‌های دیواری استفاده می‌شد. در پوسترهای پین‌آپ که نقش اساسی در شهرت این تصاویر داشت نکتهٔ اصلی همه گیر شدن و پر طرفداری این پوسترها بود. در بیشتر پوسترهای پین‌آپ رفته فته زیبایی زنان با نوعی برهنگی همراه شده و حالتی سکسی گرفت و همین جذابیتی برای طرفداران مرد ایجاد می‌کرد. این کار موجب شد که مدل‌های پین‌آپ به عنوان سمبل‌های سکسی دوران معرفی شوند مانند یکی از مشهورترین پین‌آپ‌ها بتی گرابل که عکس او مشهورترین عکس پین‌آپ در دوره جنگ جهانی دوم شد و تقریباً همه جا بر دیوارها و بر روی در کمدها دیده می‌شد.

## سبک پین‌آپ
زیبایی پین‌آپ‌ها با دورهٔ زندگیشان تفاوت‌هایی میان چهرهٔ پین‌آپ‌ها ایجاد می‌کند. پین‌آپ‌های دهه‌های چهل و پنجاه زیبایی خاص خود و متعارف با مد زیبایی آن دوران موهایی بلوند با فر درشت، ابروان مشکی کوتاه، مژه‌های بلند، لب‌های قرمز و تا حدودی چشمان روشن بودند درحالی‌که زیبایی پین‌آپ‌های دههٔ سی مانند مارلین دیتریش متفاوت از زیبایی پین‌آپ دههٔ پنجاه است این مهم با مقایسه‌ای میان مرلین مونرو و مارلین دیتریش به خوبی دیده می‌شود. به نظر می‌رسد که جایی زیبایی و شکل چهرهٔ پین‌آپ‌ها متوقف شده‌است و این در دهه‌های اخیر به خوبی دیده می‌شود.
پین‌آپ‌های جدید مانند: دیتا ون تیس یا آنا نیکول اسمیت زیبایی زنان دهه‌های چهل و پنجاه را تکرار می‌کنند به همین دلیل در سال‌های اخیر چهره‌ای قدیمی دارند. به نوعی زیبایی پین‌آپ یادآور صورت زنان در فیلم‌های دوران کلاسیک سینماست و
بهترین نمونه صورت لورن باکال پین‌آپ دههٔ چهل (همسر همفری بوگارت) می‌تواند معرف این زیبایی کلاسیک باشد. چهرهٔ پین‌آپ‌ها پیوندی تنگاتنگ با تبلیغات به سبک ریترو (Retro Style) نیز دارد
در تبلیغات به سبک ریترو چهره‌های منتخب برای زنان با فاکتورهای زیبایی دختران پین‌آپ دهه‌های چهل و پنجاه هماهنگ است. همچنین در داستان‌هایی بدون دیالوگ در مجلات عامه پسند به سبک کمیک استریپ نیز تصاویر پین‌آپ دیده شده‌است. همچنین پین‌آپ به کیک پنیر (cheesecake) نیز بر می‌گردد. پین‌آپ‌ها همچنین چهره‌ای به سبک بورلسک از نقاشی آمریکایی نیز تصویر می‌شدند. بیشتر تصویر سازان پین‌آپ هنرمندان آمریکایی بودند و همین پیوند پین‌آپ و ریترو را بیشتر جلوه گر می‌کند.

## پین‌آپ و فمینیسم
زنان علیه ایجاد سطح پایینی که جامعه برای دختران پین‌آپ ایجاد کرده بود اعتراض کردند و در اوایل سال ۱۸۶۹ به حمایت از پین‌آپ‌هایی که جذابیتشان موجب شده بود در تصاویر با برهنگی خاصی دیده شوند و وقار و شخصیتشان جریحه دار شود، پرداختند. در این اعتراض برای اهمیت به سلامت و ارزش و احترام برای پین‌آپ‌ها کوشش شد و جنبه‌های جسمانی، برهنه و اغواگر این زنان در جامعه زیر سؤال رفت. معیارهای یک زن استاندارد و با ارزش از اهداف فمینیست‌ها برای اعتراض علیه رفتار سطح پایین جامعه با پین‌آپ‌ها بود.

## پین‌آپ‌ها از آغاز تاکنون

### دهه ۱۹۲۰
- ویلما بانکی
- کلارا باو
- لوئیز بروکس
- Camille Clifford
- بتی کامپسن
- ببه دنیلز
- بیلی داو
- بسی لاو
- باربارا لا مار
- کولن مور
- مای مورای
- نیتا نالدی
- پولا نگری
- آنیتا پیج
- گلوریا سوانسون
- لیلیان تاشمن
- آلیس وایت

### دهه ۱۹۳۰
- جوان بلوندل
- ویرجینیا بروس
- جوآن کراوفورد
- مارلنه دیتریش
- دولورس دل ریو
- ژان هارلو
- جیپسی روز لی
- کارول لمبارد
- میرنا لوی
- سالی رند
- جینجر راجرز
- باربارا استانویک
- تلما تود
- لوپه به‌لز
- مائه وست
- توبی وینگ

### دهه ۱۹۴۰
- لورن باکال
- ویویان بلین
- لیندا دارنل
- بت دیویس
- ایوان دکارلو
- Lisa Fonssagrives
- اوا گاردنر
- جودی گارلند
- بتی گریبل
- کاترین گریسون
- جین گریر
- آن وین
- سوزان هیوارد
- ریتا هیورث
- جون هیور
- لنا هورن
- Candy Jones
- ورونیکا لیک
- هدی لامار
- دوروتی لامور
- کارول لندیس
- مریلین مکسول
- ماری مک‌دانلد
- ان میلر
- کارمن میراندا
- ماریا مونتز
- Gloria Nord
- فرنسیس رافرتی
- الا رینز
- جین راسل
- اولگا سن هوان
- Ann Savage
- ان شرایدن
- جین تیرنی
- لانا ترنر
- استر ویلیامز
- Marie Wilson
- شلی وینترز

### دهه ۱۹۵۰
- کارول بیکر
- بریژیت باردو
- کندی بر
- Virginia Bell
- Betty Brosmer
- جین کارمن
- مارا کوردی
- هیزل کورت
- Dagmar
- دوروتی داندریدگ
- فایت دومرگی
- دایانا دورس
- آنیتا اکبرگ
- گلوریا گراهام
- مارینا هانسن
- الیسن هی
- ارتا کیت
- جوی لانسینگ
- Jennie Lee
- جینا لولوبریجیدا
- سوفیا لورن
- جین منسفیلد
- آیریش مک‌کالا
- مریلین مونرو
- Cleo Moore
- باربارا نیکولز
- شری نورث
- کیم نواک
- مایلا نورمی
- بتی پیج
- باربارا پیتن
- Sabrina
- جیا اسکالا
- Lili St. Cyr
- تمپست استورم
- الیزابت تیلور
- مرتا تورن
- میمی وان دورن

### دهه ۱۹۶۰
- اورزولا اندرس
- کلودیا کاردیناله
- دونا داگلاس
- باربارا ادن
- پاملا گرین
- تینا لوئیس
- آن مارگرت
- مارگارت نولان
- June Palmer
- پاملا تیفین
- توییگی
- راکوئل ولش
- داون ولز
- June Wilkinson
- سو لیون

### دهه ۱۹۷۰
- لونی اندرسون
- کاترین بچ
- آدرین باربو
- Barbi Benton
- ژاکلین بیسه
- بو درک
- فارا فاست
- شریل لاد
- پگی لیپتون
- جولی نیومر
- جاکلین اسمیت
- سوزان سامرس
- Cheryl Tiegs
- دبی هری
- لیزا مینلی
- بریژیت باردو

### دهه ۱۹۸۰
- کریستی برنکلی
- سمنتا فاکس
- مونیک گابریل
- تانی کیتین
- کلی لبروک
- هتر لوکلیر
- لینی کوئیگلی
- تانیا رابرتس
- Mandy Smith
- هتر توماس
- جون جت
- Madonna
- پت بناتر
- کیم باسینگر
- الیویا نیوتن جان

### دهه ۱۹۹۰
- دیتا ون تیز
- آنا نیکول اسمیت
- آنجلینا جولی
- پاملا اندرسون
- سیندی کرافورد
- جنی مک‌کارتی
- کلودیا شیفر
- نیکول کیدمن

### دهه ۲۰۰۰
- کریستن ریتر
- هالی مدیسون
- مری الیزابت وینستد
- آدری تاتو